# Цві Розен
Цві Розен (івр. צבי רוזן‎‎; нар. 23 червня 1947, Кельн, Західна Німеччина) — ізраїльський футболіст та тренер, виступав на позиції захисника.

## Клубна кар'єра
Народився 23 червня 1947 року в Кельні, Західна Німеччина, в родині двох колишніх в'язнів Варшавського гетто. Коли Цві було 8 місяців, його родина емігрувала до Ізраїлю, де оселилася в передмісті Хайфи, Бет-Халім.
Розпочав професіональну кар'єру в клубі «Маккабі» (Тель-Авів). Виступав у клубі з 1965 по 1977 роки, за цей час тричі вигравав національний чемпіонат, чотири рази національний кубок та двічі Кубок азійських чемпіонів.
Напередодні завершення ігрової кар'єри, Розен вперше з початку виступів на професіональному рівні залишив рідний клуб і як граючий тренер перейшов до «Хапоеля» (Єгуд).

## Кар'єра в збірній
У футболці національної збірної Ізраїлю дебютував 14 лютого 1968 року в товариському поєдинку проти Швейцарії. А через декілька місяців Цві вперше виграв ізраїльський чемпіонат. Був викликаний до табору національної збірної для участі в Кубку азійських націй 1968 року, але в складі Ізраїлю зіграв лише у двох поєдинках, був учасником Олімпійських ігор 1968 року, де зіграв у всіх матчах ізраїльської збірної.
Проте Еммануель Шеффер знову викликав Розена, цього разу для участі в Чемпіонаті світу 1970 року, де Цві був гравцем стартового складу. 21 травня 1973 року відзначився 2-ма голами в поєдинку кваліфікації Чемпіонату світу 1973 року проти Таїланду. У січні 1975 року, після поєдинку ізраїльської збірної проти олімпійської збірної США, який відбувся в Сполучених Штатах Америки, був відлучений від матчів національної збірної, оскільки був затриманий за контрабанду товарів.

## Тренерська діяльність
По завершенні ігрової кар'єри розпочав тренерську діяльність. У 1982 році став головним тренером клубу «Хапоель» (Тель-Авів), з яким виграв Кубок Ізраїлю, перемігши в фіналі з рахунком 1:0 тель-авівський «Маккабі». Продовжував тренувати «Хапоель» й у наступному сезоні. Після двох років у «Хапоелі» його замінив Мордехай Шпіглер. У національному чемпіонаті найкращим досягненням Цві стало 3-тє місце в сезоні 1983/84 років. Згодом тренував «Хапоель Лод», «Хапоель» (Беер-Шева), «Маккабі» (Тель-Авів), «Хапоель» (Цафрірім-Холон). Окрім цього короткий період часу був головним тренером «Маккабі» (Тель-Авів).
17 травня 2005 року Розен був призначений головою Асоціації суддів замість Ар'є Зейфа, через декілька років очолив профспілковий комітет.

## Особисте життя
Під час військової служби Розен одружився зі своєю дівчиною Малкі, з якою він проживає в Тель-Авіві. У подружжя троє дітей.

## Досягнення

### Як гравця
«Маккабі» (Тель-Авів)
- Прем'єр-ліга (Ізраїль)
  -  Чемпіон (4): 1967/68, 1969/70, 1971/72, 1976/77

- Кубок Ізраїлю
  -  Володар (3): 1966/67, 1969/70, 1976/77

- Суперкубок Ізраїлю
  -  Володар (1): 1968

- Ліга чемпіонів АФК
  -  Володар (2): 1967, 1969

Ізраїль
- Бронзовий призер Кубка Азії: 1968
- Срібний призер Азійських ігор: 1974

### Як тренера
«Хапоель» (Тель-Авів)
- Прем'єр-ліга (Ізраїль)
  -  Бронзовий призер (1): 1983/84

- Кубок Ізраїлю
  -  Володар (1): 1982/83